# Nirit Sommerfeld
Nirit Sommerfeld, hebräisch נירית זומרפלד (geboren am 10. September 1961 in Eilat), ist eine deutsch-israelische Schauspielerin und Sängerin. Sie engagiert sich in dem Verein „Bündnis für Gerechtigkeit zwischen Israelis und Palästinensern“.

## Kindheit, Jugend und Familie
Sommerfeld verbrachte ihre frühe Kindheit in einer Familie europäischer und orientalischer Juden in Israel sowie zwischenzeitlich in Ostafrika, wo die Eltern als Hoteliers tätig waren. Ihr Vater Rolf war als junger deutsch-jüdischer Holocaust-Überlebender nach Palästina emigriert; ihr 1940 im KZ Sachsenhausen ermordeter Großvater Julius war ein wohlhabender Kaufmann in Chemnitz, der als Offizier im Ersten Weltkrieg mit dem Eisernen Kreuz ausgezeichnet worden war. Die ursprünglich aus Marokko stammende Familie ihrer Mutter lebte schon seit mehreren Generationen in Palästina, die Muttersprache ihrer Großmutter war Arabisch. Seit ihrem neunten Lebensjahr wuchs Nirit Sommerfeld in Deutschland auf.
Sommerfeld ist verheiratet und hat zwei Töchter. Sie lebte lange Zeit in München und zog 2024 nach Chemnitz. Dort verfolgt sie ein Projekt im Rahmen der Europäischen Kulturhauptstadt 2025 und betreibt ein Café im Staatlichen Museum für Archäologie Chemnitz.

## Ausbildung und Beruf
Nach einer Schauspielausbildung am Mozarteum in Salzburg war sie fast drei Jahrzehnte als freie Schauspielerin tätig. Neben Rollen in verschiedenen Fernsehproduktionen war sie überwiegend auf der Bühne zu sehen. Von 2007 bis 2009 lebte und arbeitete sie mit ihrer Familie in Tel Aviv, kehrte dann aber wieder nach  Deutschland zurück. Von 2013 bis 2015 leitete Sommerfeld für anderthalb Jahre das „Kleine Theater Haar“ als Angestellte des Sozialpsychiatrischen Zentrums, das die Kultureinrichtung betreibt. Neben dem Schauspiel tritt sie auch als Sängerin auf, vor allem mit der 1999 von ihr mitgegründeten Klezmer-Band Klezmorim, die sich nach Neubesetzungen Orchester Shlomo Geistreich nannte.

## Politisches Engagement
Seit 2010 tritt sie außerdem im Duo mit der Münchener Autorin Linda Benedikt mit dem politischen Musikkabarett Reality Check auf, das den Umgang mit dem Nahostkonflikt in Israel thematisiert. Ebenfalls seit 2010 organisiert sie Gruppenreisen nach Israel und Palästina.
Sommerfeld war 2016 Mitbegründerin des Vereins Bündnis zur Beendigung der israelischen Besatzung e. V. (BIB) (heute Bündnis für Gerechtigkeit zwischen Israelis und Palästinensern) und war bis Mitte 2018 dessen Geschäftsführerin.

## Filmografie
- 1984: Malambo (Spielfilm, Regie Milan Dor)
- 1989: Die weißen Zwerge (Fernsehfilm, Regie Dirk Schäfer)
- 1996: Adelheid und ihre Mörder (Folge: Die letzte Tasse)
- 1996: Dr. Stefan Frank – Der Arzt, dem die Frauen vertrauen (Folge: Sturm ohne Warnung)
- 1998: T.V. Kaiser (Folge: Deine Eifersucht macht mich krank oder Frauen schlagen zurück!)
- 2002: Ritas Welt (Folge: Der Fluch; Im Abspann fälschlicherweise als Mirit Sommerfeld gelistet)
- 2008: Nachtgebet (Kurzspielfilm, Regie Doreen Rechin)
- 2019: Frau Stern (Spielfilm)

## Bühnenprogramme
- Salam Shalom (seit 2005), mit Mouna Sabbagh (Tanz) und den Klezmorim
- KlezMeshugge (seit 2006), mit den Klezmorim
- Unter deinen weißen Sternen (seit 2006), mit den Klezmorim
- Jiddische Weihnacht (seit 2009), mit den Klezmorim bzw. Orchester Shlomo Geistreich und Martin Umbach (als Erzähler)
- Reality Check (seit 2010), mit Linda Benedikt
- Nicht ganz kosher! (seit 2016), mit dem Orchester Shlomo Geistreich

## Veröffentlichungen (Auswahl)
- Klezmorim: Klezmeshugge (CD, Inhalt), Elite Special. 2002
- Satsooma: Let's enter the garden. Klezlounge (CD, Inhalt), Elite Special; Phonag Zürich 2006[13]
- Und ja, ich bin emotional! (Booklet 24 Seiten), Allitera Verlag, München 2014, ISBN 3-86906-702-0
- Jiddische Weihnacht (Doppel-CD), Label: HOFA, EAN 4020796427801

## Auszeichnungen
- 2011: Der Grüne Wanninger, Kulturpreis von Bündnis 90/Die Grünen in Oberbayern für ihren Einsatz für Frieden und Völkerverständigung. Die Laudatio hielt der Schauspieler Martin Umbach.[14]